# Mechtan’s Church

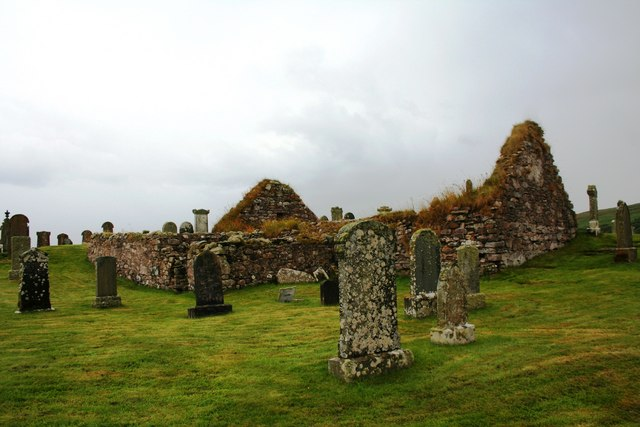
Ruinen von Mechtan’s Church

Mechtan’s Church (auch Nechtan’s Church, Kilnaughton Chapel oder schottisch-gälisch: Cill Neachdain, deutsch Mechtans Kirche) ist eine heute in Ruinen liegende Kirche auf der schottischen Hebrideninsel Islay. Sie war zusammen mit dem umgebenden Friedhof in den britischen Denkmallisten in der Kategorie B eingeordnet. Der Status wurde jedoch 2018 aufgehoben. Die Anlage ist jedoch weiterhin als Scheduled Monument geschützt. Namenspatron ist wahrscheinlich der schottische Heilige Mechtan, der im Jahre 679 verstarb.

## Lage
Die Kirchenruine befindet sich direkt am Ufer der Bucht Kilnaughton Bay nahe der Streusiedlung Kilnaughton, deren Namen sich beide von dem der Kirche ableiten. Zwei Kilometer westlich befindet sich der Fährhafen Port Ellen und 16 km in nördlicher Richtung die Inselhauptstadt Bowmore. Mechtan’s Church liegt inmitten eines etwa 60 × 50 m messenden historischen Friedhofs, an den ein neuerer Friedhof direkt angrenzt.

## Geschichte
Wann die Kirche errichtet wurde, ist nicht überliefert. Ein Großteil der Substanz scheint dem 15. Jahrhundert zu entstammen. Es gibt Hinweise darauf, dass die Ostseite bereits im 13. Jahrhundert erbaut wurde. Aufgrund der Benennung nach einem Heiligen aus dem 7. Jahrhundert ist jedoch nicht auszuschließen, dass schon zu dieser Zeit ein Vorgängerbau an diesem Ort errichtet wurde.
Mechtan’s Church lag auf dem Gebiet des Parish Kildalton, dessen Hauptkirche die im Osten des Kirchspiels gelegene Kildalton Chapel war. Dies schließt die Verwendung von Mechtan’s Church als Hauptkirche aus. Als frühester Beleg für die Existenz der Kirche kann eine Erwähnung aus dem 17. Jahrhundert herangezogen werden, welche von den beiden Kirchen von Kildaltan und Kilnachtan berichtet. Im Jahre 1651 wurde der Bau einer neuen Kirche bei Lagavulin beschlossen, welche die beiden Kirchen ersetzen sollte. Da der Kirchenneubau jedoch erst gegen Ende des 17. Jahrhunderts abgeschlossen wurde, ist davon auszugehen, dass zumindest bis zu dieser Zeit noch Gottesdienste in Mechtan’s Church abgehalten wurden. 1794 wird der schlechte Zustand des Kirchengebäudes erwähnt und die Furcht, es könne mitsamt dem Friedhof von Sandanwehungen verschüttet werden. 1828 wurde eine neue Kirche namens The Oa Church auf der Halbinsel Oa errichtet, die als Hauptkirche des 1849 eingerichteten Parishs Oa diente. 1895 lagen Teile des Gebäudes unter Sand begraben.

## Beschreibung
Das Gebäude ist in Ost-West-Richtung gelegen und weist Innenmaße von 11,7 m × 4–5 m auf. Obschon kein Dach mehr vorhanden ist, sind die etwa einen Meter mächtigen Mauern weitgehend intakt. Der heute grasbewachsene Kirchenboden lag ursprünglich etwa einen Meter über dem umgebenden Grund. Durch zwei Eingänge an der Westseite konnte das Gebäude betreten werden. An der ostgerichteten Wand sind Spuren von zwei Winkelfenstern vorhanden. Ein weiteres wird in der Nordwand vermutet. Die Nordostecke wird von steinernen Trägern gekreuzt, was auf eine Verwendung als Stellflächen hindeutet. Auf Grund deren Höhe wird angenommen, dass der Boden in diesem Teil der Kirche höher lag. Zwei gegenüberliegende Löcher im westlichen Teil des Gebäudes könnten auf das Vorhandensein eines Balkons für den Laird hindeuten.

## Funde
In der Kirche wurden insgesamt 14 Kreuzplatten verschiedenen Alters gefunden. Die ältesten stammen wahrscheinlich aus dem 14. Jahrhundert und entsprechen der Machart der Cross Slabs von Iona. Die jüngste Platte zeigt das Jahr 1747. Mit Ausnahme von zweien, die Museum of Islay ausgestellt sind, befinden sich alle Fundstücke in der Kirche.